# Adriano Rock
«Adriano Rock» (укр. «Рок Адріано») — студійний альбом італійського співака та кіноактора Адріано Челентано, випущений в грудні 1968 року під лейблами «Clan Celentano» і «Ariola».

## Складова
«Adriano Rock» став єдиним альбомом Адріано Челентано 1960-х років, який повністю складався з 10 нових пісень, він вийшов перед Різдвом 1968 року. Музика альбому представлена стилем рок-н-рол, що відповідало його назві. У створенні аранжування брали участь Нандо Де Лука та його оркестр. Авторами текстів пісень італійською мовою були Лучано Беретта, Віто Паллавічіні і Мікі Дель Прете, який також продюсував альбому. На стороні «А» Челентано звертається з невеликою заявою:
Дорогі друзі! Тут я представляю десять абсолютно нових пісень. Вони повинні порадувати Вас до Різдва! Якщо вони Вам сподобаються, ми випустимо ще нових десять до наступного свята... отже! Все стане ясно за кількістю проданих дисків.
Ця ж заява містилася і в буклеті до альбому, який складався з 12 сторінок.
Альбом містить чотири кавер-версії пісень американських виконавців зі зміненим текстом італійською мовою. Були використані три пісні з репертуару Білла Гейлі — «Razzle Dazzle» (італійський варіант — «Non ci fate caso»), «Thirteen Women (And Only One Man in Town)» («Napoleone, il cowboy e lo zar») і «Birth of the Boogie» («L'ora del Boogie»). А також використано одну пісню Едді Кокрана — «Jeannie, Jeannie, Jeannie» («Il filo di Arianna»). Пісню «Come farai» співала сольно дружина Челентано — Клаудія Морі. Композиція «Napoleone, il cowboy e lo zar» («Наполеон, Ковбой і Цар») пізніше увійшла до наступного альбому «Le robe che ha detto Adriano», а у 1991 році записаний її римейк зі зміненою назвою та аранжуванням, який увійшов до альбому «Il re degli ignoranti».

## Комерційні показники
«Adriano Rock» не потрапив до числа успішних альбомів Челентано, він посів 10 позицію в італійському чарті 1969 року, хоча його наклад налічував 1.000.000 копій.
До італійського чарту потрапила пісня «L'attore», яка посідала 8 позицію протягом 1969—1970 років.

## Трек-лист
LP
Сторона «A»
| #  | Назва                              | Автор слів                              | Автор музики                      | Тривалість |
| -- | ---------------------------------- | --------------------------------------- | --------------------------------- | ---------- |
| 1. | «L'attore»                         | Лучано Беретта і Мікі Дель Прете        | Адріано Челентано і Лоренцо Пілат | 2:59       |
| 2. | «Non ci fate caso (Razzle Dazzle)» | Лучано Беретта і Мікі Дель Прете        | Чарльз Келхум і Номен             | 2:34       |
| 3. | «Come farai»                       | (виконує Клаудія Морі) Віто Паллавічіні | Джино Сантерколе                  | 2:49       |
| 4. | «La tana del re»                   | Лучано Беретта і Мікі Дель Прете        | Джино Сантерколе                  | 2:11       |
| 5. | «Tutto da mia madre»               | Лучано Беретта і Мікі Дель Прете        | Вінфілд Скотт                     | 2:41       |

Сторона «Б»
| #   | Назва                                                                       | Автор слів                       | Автор музики                                | Тривалість |
| --- | --------------------------------------------------------------------------- | -------------------------------- | ------------------------------------------- | ---------- |
| 6.  | «Napoleone, il cowboy e lo zar (Thirteen Women (And Only One Man in Town))» | Лучано Беретта і Мікі Дель Прете | Дікі Томпсон і Расті Кіфер                  | 2:48       |
| 7.  | «Il grande Sarto»                                                           | Лучано Беретта і Мікі Дель Прете | Джино Сантерколе                            | 3:13       |
| 8.  | «L'ora del boogie (Birth of the Boogie)»                                    | Лучано Беретта і Мікі Дель Прете | Білл Гейлі, Джонні Гранде і Біллі Вільямсон | 2:14       |
| 9.  | «Il filo di Arianna (Jeannie, Jeannie, Jeannie)»                            | Лучано Беретта і Мікі Дель Прете | Джино Сантерколе                            | 2:25       |
| 10. | «Miseria nera»                                                              | Лучано Беретта і Мікі Дель Прете | Джино Сантерколе                            | 2:25       |

Бонус-трек до видання на CD (1995)
| #     | Назва       | Автор слів                       | Автор музики           | Тривалість |
| ----- | ----------- | -------------------------------- | ---------------------- | ---------- |
| 11.   | «Ea (Heya)» | Лучано Беретта і Мікі Дель Прете | Джеймс Майкл Столлінгс | 02:32      |
| 29:31 |             |                                  |                        |            |

## Творці альбому
- Вокал — Адріано Челентано і Клаудія Морі (пісня «Come farai»)
- Аранжування — Нандо Де Лука,
- Оркестр — «Orchestra Nando De Luca» («Оркестр Нандо Де Луки»),
- Продюсер — Мікі Дель Прете.

## Видання альбому
Спочатку альбом випускався на LP-платівках в Італії і Німеччині. З 1987 року вийшло перевидання на CD. З 1991 року випускалося ремастоване CD-перевидання. До CD-видання альбому 1995 року додавався бонусний трек — пісня «Ea (Heya)» 1970 року. 

### Перелік виданнь
| Назва                        | Лейбл                          | Маркування           | Країна    | Рік      |
| ---------------------------- | ------------------------------ | -------------------- | --------- | -------- |
| Adriano Rock (LP, Mono, Gat) | Clan Celentano, Clan Celentano | BF.LP.501, BF/LP 501 | Італія    | 1968     |
| Adriano Rock (LP)            | Ariola                         | 79 601 KT            | Німеччина | 1969     |
| Adriano Rock (LP)            | Clan Celentano                 | BF-LP 501            | Італія    | 1971     |
| Adriano Rock (LP, RP)        | Clan Celentano                 | BF-LP 501            | Італія    | 1971     |
| Adriano Rock (CD)            | Clan Celentano                 | CDS 6071             | Італія    | 1987     |
| Adriano Rock (LP, RP)        | Clan Celentano                 | BF-LP 501            | Італія    | 1987     |
| Adriano Rock (CD, RE, RM)    | Clan Celentano                 | 9031 70192-2         | Італія    | 1991     |
| Adriano Rock (LP, RE)        | Clan Celentano                 | 9031 70192-1         | Італія    | 1991     |
| Adriano Rock (CD)            | Clan Celentano                 | 74321 31423 2        | Європа    | 1995     |
| Adriano Rock (CD, RE)        | Clan Celentano                 | SP 60802             | Італія    | 1995     |
| Adriano Rock (CD)            | Clan Celentano, Clan Celentano | CLN 20069, 4971486   | Італія    | 2002     |
| Adriano Rock (CD, RE, RM)    | Clan Celentano                 | 3259130004946        | Італія    | 2012     |
| Adriano Rock (Cass)          | Clan Celentano, CGD            | Clan, 9031 70192-4   | Італія    | невідомо |
| Adriano Rock (Cass, Edi)     | Clan Celentano                 | 30 CLN 20693         | Італія    | невідомо |

## Сингли
Три пісні з альбому випускалися як сингли в Італії — «L'Attore», «La tana del re» і «Napoleone Il Cow Boy E Lo Zar».

### Видання
| Назва                                       | Лейбл          | Маркування | Країна    | Рік  |
| ------------------------------------------- | -------------- | ---------- | --------- | ---- |
| L'Attore/La Tana Del Re (7", Mono)          | Clan Celentano | BF.69001   | Італія    | 1968 |
| L'Attore/La Tana Del Re (7")                | Clan Celentano | BF.69001   | Італія    | 1968 |
| L'attore/La Tana Del Re (7")                | Ariola         | 14 238 AT  | Німеччина | 1969 |
| La Tana Del Re (7", Jukebox)                | Clan Celentano | BF 69012   | Італія    | 1968 |
| L'Attore (7", Jukebox)                      | Clan Celentano | BF/69008   | Італія    | 1968 |
| Napoleone Il Cow Boy E Lo Zar (7", Jukebox) | Clan Celentano | BF 69011   | Італія    | 1969 |